# Renault SU
Pour les articles homonymes, voir SU.
Le Renault SU est un autobus conçu par Renault et produit de 1927 à 1929. Il est équipé d'un moteur 6 cylindres de 40 ch.